# Catotricha fraterna
Catotricha fraterna är en tvåvingeart som beskrevs av Jaschhof 2000. Catotricha fraterna ingår i släktet Catotricha och familjen gallmyggor. Inga underarter finns listade i Catalogue of Life.